# 보안 폴더
보안 폴더는 2017년에 출시된 삼성전자의 애플리케이션이다.

## 개요
보안 폴더는 삼성 녹스의 기술을 사용한다. 보안폴더에서는 비밀번호나 생체인식을 해야 실행되며 보안폴더는 갤럭시폰내 분리된 공간이다. 
갤럭시 노트7 출시 당시(Knox 2.7)부터 추가된 솔루션이다. 안드로이드 누가 이후의 삼성 기기들에 기본 탑재된다.
보안폴더 안에 설치된 애플리케이션이나 파일을 이용하기 위해서는 사용자가 설정한 암호를 풀어야 한다. 그리고 보안폴더 내의 애플리케이션은 보안 폴더 안에 별도로 마련된 자장공간에 데이터를 저장하고 외부와 데이터나 클립보드를 공유하지 않는다. 예를 들면 보안폴더 내 인터넷앱으로 파일을 다운로드 하면 보안폴더 내부에 저장되며 보안폴더 밖의 인터넷 앱에서 다운기록을 찾거나 파일을 열 수 없다.
보안폴더 내 파일을 삭제 및 보안폴더를 초기화 한다면 해당 파일은 영구히 삭제되며 복구할 수 없다. 하지만 보안폴더 밖에서 보안폴더 내로 파일을 이동하는 경우 보안폴더 내로 이동했다는 기록은 뜬다. 또한 이것을 이용해서 하나의 기기로 동일한 애플리케이션을 두 개의 계정으로 사용하는 것이 가능하다. 게임 부계정이나 SNS 부계정 등을 운용하기 편리해진다. 특히 듀얼 메신저 기능과 워크 스페이스까지 연계하면 일부 메신저 앱은 최대 4개 계정을 하나의 기기에서 운용할 수 있다고 한다. 물론 다중 계정을 지원하는 서드파티 애플리케이션들도 많이 있지만 기본으로 탑재되어있는 애플리케이션보다 매우 호환성이 떨어지고 배터리 소모율 역시 상대적으로 높아진다.
다만 보안폴더는 삼성 계정으로 초기화 기능을 켰다면 삼성 계정으로 비밀번호를 재설정 할 수 있다. 그러니 보안폴더의 비밀번호를 아무리 강하게 해도 삼성 계정의 비밀번호가 약하거나, 삼성 계정에 등록된 이메일이나 전화번호에 접근할 수 있다면 비밀번호 찾기를 통해 보안폴더에 접근하는 것이 가능하다. 약관에서는 수사기관의 요청 시, 개인정보(신상)를 제공한다는 것이지 비밀번호를 제공한다거나, 암호화를 해제시켜준다는 언급은 되어있지 않지만 삼성 측에 압력을 넣어 보안 폴더의 암호를 해제하는 것도 가능하고 영장에 의해서 삼성의 서버를 수색하여 잠금 해제 키를 알아내어 온라인 게임의 프리서버 비슷한 것을 차려 해제할 수도 있다. 아니면 전화번호나 이메일 등을 통해 우회적으로 접근하는 것도 충분히 가능하다.
따라서 정 찜찜하면 설정에서 삼성계정으로 복구 기능을 끄자.
참고로 애플리케이션 외에도 일반적인 음악파일, 문서파일, 공인인증서 등 '내 파일'(갤럭시 스마트폰 내장 파일관리자)에서 확인가능한 모든 종류의 파일을 보안폴더로 옮길 수 있다.
보안 폴더와 별개로 녹스 앱을 설치할 수 있으며, 기능상 차이는 없다.
삼성 갤럭시 S8부터는 더 이상 My Knox를 지원하지 않고, 보안 폴더가 메인이 된다.
이 중 1번과 2번 버그에 대해 삼성전자 측에 문의한 결과 이 버그들은 펌웨어 개선으로 해결하겠다는 답변을 받았다.
보안 폴더 내부에 구글 번역이나 페이스북 메신저 등을 설치하면 알림이 오거나 텍스트를 복사할 때 동그란 팝업창이 뜬다. 보안폴더를 잠가도 내부 프로그램은 언제나 작동하고 있다는 뜻.
또한 보안폴더를 보이는 것 조차 싫다면 상태창에서 보안폴더를 아예 안보이게 숨길 수 있다. 혹은 앱의 아이콘과 이름을 바꿔 다른 앱처럼 보이게 위장할 수 있다.
여담으로 보급형 스마트폰인 삼성 갤럭시 와이드2나 삼성 갤럭시 와이드 3, 보급형 태블릿인 삼성 갤럭시 탭 A 8.0 (2017), 삼성 갤럭시 탭 A 10.5에도 기본 탑재되어 있다. 다만 셋 다 지문인식이 없기 때문에 암호가 뚫리지 않도록 조심하자.
루팅 등을 진행하여 삼성 Knox 워런티가 깨지면 보안 폴더도 당연히 사용하지 못하지만, 유저들이 만든 KnoxPatch를 통해 보안 폴더는 Knox 워런티를 무시하고 사용하는 것이 가능하다.